# Abrothallus parmeliarum
Abrothallus parmeliarum är en lavart som först beskrevs av Søren Christian Sommerfelt  och som fick sitt nu gällande namn av William Nylander 1869. 
Abrothallus parmeliarum ingår i släktet Abrothallus, divisionen sporsäcksvampar och riket svampar.  Arten är reproducerande i Sverige. Inga underarter finns listade i Catalogue of Life.
I den svenska databasen Dyntaxa används istället namnet Abrothallus peyritschii för samma taxon.  Arten är reproducerande i Sverige.